# Beni Snous
Beni Snous es una ciudad y comuna en la Provincia de Tlemcen, en el noroeste de Argelia.

## Dialecto
El dialecto que se habla en la localidad es un derivado del Idioma rifeño. 